# 3-أوكتاين
3-أوكتاين هو مركب عضوي هيدروكربوني من الألكاينات، صيغته الكيميائية C8H14، ويوجد على شكل سائل عديم اللون في الشروط القياسية.

## الخواص
يوجد 3-أوكتاين في الشروط القياسية على شكل سائل عديم اللون، وهو غير قابل للامتزاج مع الماء.